# Очирбатын Насанбурмаа
Очирбатын Насанбурмаа (монг. Очирбатын Насанбурмаа, род.14 апреля 1989) — монгольская спортсменка, борец вольного стиля, чемпионка Азии, призёр Азиатских игр и чемпионатов мира.

## Биография
Родилась в 1989 году. В 2004 году стала бронзовой призёркой чемпионата Азии. В 2008 году стала обладательницей серебряной медали чемпионата Азии и бронзовой медали чемпионата мира. В 2010 году завоевала серебряную медаль Азиатских игр. В 2011 году вновь стала обладательницей бронзовой медали чемпионата мира. В 2013 году завоевала золотую медаль чемпионата Азии, серебряную медаль Универсиады и бронзовую медаль чемпионата мира. В 2016 году приняла участие в Олимпийских играх в Рио-де-Жанейро, но заняла там лишь 8-е место. В 2018 году завоевала серебряную медаль чемпионата Азии.